# ديف رايت (لاعب كرة قاعدة)
ديف رايت (بالإنجليزية: Dave Wright)‏ هو لاعب كرة قاعدة أمريكي، ولد في 27 أغسطس 1875 في دنيسون في الولايات المتحدة، وتوفي بنفس المكان في 18 يناير 1946.

## وصلات خارجية
- ديف رايت على موقعبيزبول رفرنس.كوم (الدوري الرئيسي) (الإنجليزية)
- ديف رايت على موقعبيزبول رفرنس.كوم (الدوري الثانوي) (الإنجليزية)